# Bogdan Łopieński
Bogdan Łopieński (ur. w 1934 w Warszawie, zm. 11 sierpnia 2017) – fotoreporter, fotograf. Absolwent Akademii Wychowania Fizycznego w Warszawie. Był trenerem Warszawskiego Klubu Narciarskiego w latach 1957–1967, przez rok również pełnił funkcję trenera w Polskim Związku Narciarskim.

## Życiorys
W latach 60. współpracował z miesięcznikiem „Fotografia” jako recenzent wystaw fotograficznych, autor wywiadów z fotografami. W 1963 roku rozpoczął studia na Wydziale Operatorskim Wyższej Szkoły Filmowej w Łodzi, które przerwał po roku. Pracował jako fotoreporter w miesięczniku „Polska”, tygodniku „Perspektywy”. Od roku 1971 był fotoreporterem w Polskiej Agencji „Interpress”. Od roku 1969 członek Związku Polskich Artystów Fotografików. Wyróżniony w konkursie World Press Photo w 1967 roku.
Fotografie Bogdana Łopieńskiego znajdują się w Archiwum Ośrodka KARTA.
Syn Tadeusza Łopieńskiego, artysty-brązownika, wieloletniego współwłaściciela rodzinnej firmy brązowniczej „Bracia Łopieńscy”. 

## Wystawy
Wystawy indywidualne (wybrane):
- Klub Prasy, Warszawa, 1961
- Klub „Pod Siódemkami”, Łódź, 1964
- Galeria Pegaz, Zakopane, 1966
- „Tytuł do uzgodnienia”, Stara Galeria ZPAF, Warszawa, 1974, Koszalin, Słupsk, Nowy Sącz, Łąck, Wrocław, 1975, Uniejów, 1977
- „Za kołem polarnym”, Stowarzyszenie Dziennikarzy Polskich, Warszawa, 1977, Poznań, 1978
- „Szybkość bezpieczna”, Stara Galeria ZPAF, 1981
- „Czas przeszły dokonany”, Stara Galeria ZPAF, 2006
- „Warszawa i warszawiacy, lata 1950/60/70”, Galeria Asymetria, Warszawa, 2009[3]